# Фелл, Ричард
Ричард Тейлор Фелл (англ. Richard Felll; род. 11 ноября 1948) — британский дипломат. Верховный комиссар Великобритании в Новой Зеландии в Новой Зеландии. Губернатор Питкэрна (2001—2006).

## Биография
Ричард Фелл родился 11 ноября 1948 года. Получил образование в Bootham School в Йорке, затем в Бристольском и Лондонском университетах.
В 1971 году присоединился к Форин-офису после получения степени магистра по региональным исследованиям в том же году в Институте исследований Содружества Лондонского университета, там он работал в отделе по Южной Азии. Его первым международным постом было двухлетнее пребывание в Оттаве в качестве третьего секретаря. С тех пор он работал в Сайгоне (1974—1975, второй секретарь), Вьентьяне (1975, на временной службе), Ханое (1979, поверенный в делах), Брюсселе (1979—1983, первый секретарь делегации Великобритании в НАТО), Куала-Лумпур (1983—1986 в качестве главы канцелярии) и Оттава (1989—1993, советник по экономическим/коммерческим вопросам). Был заместителем главы миссии в Бангкоке в 1993—1996 годах и генеральным консулом в Торонто в 2000 году.
В 1975—1976 годах работал в Южно-европейском департаменте Министерства иностранных дел и в Департаменте Центральной и Южной Африки в 1977—1978 годах в качестве помощника Департамента Юго-Восточной Азии в 1986—1988 годах. В 1988—1989 годах работал на промышленных предприятиях, а в 1996—1997 годах работал в Форин-офисе по проверке коммерческих услуг Уайтхолла. В 1997—2000 годах — начальник отдела кадровой службы. Провёл 2000 и 2001 год в Королевском колледже оборонных исследований.